# Aigneville
Aigneville är en kommun i departementet Somme i regionen Hauts-de-France i norra Frankrike. Kommunen ligger i kantonen Gamaches som tillhör arrondissementet Abbeville. År 2022 hade Aigneville 904 invånare.

## Befolkningsutveckling
Antalet invånare i kommunen Aigneville
| Referens: INSEE |